# Livre irlandaise (1927-2002)
Pour les articles homonymes, voir Livre irlandaise, Livre, Punt et IEP.
La livre irlandaise (code ISO : IEP, symbole : £ ; en irlandais : punt Éireannach, en anglais : Irish pound) est l'ancienne devise nationale de l'Irlande jusqu'au 1er janvier 1999, date à laquelle elle est devenue une simple subdivision de l'euro. Les pièces et les billets en livres irlandaises ont été remplacés par des pièces et des billets en euros en février 2002.

## Histoire monétaire

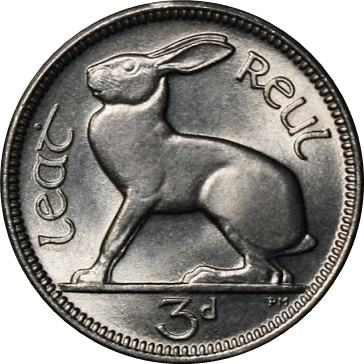
Revers de la pièce de 3 pence (d), type 1928 conçu par Percy Metcalfe, nickel.

La première livre irlandaise, apparue au Xe siècle, est remplacée en 1826 par la livre sterling au taux de 13 livres irlandaises pour 12 livres sterlings. En 1922, l'État libre d'Irlande ((ga) Saorstát Éireann) est proclamé, et continue d'utiliser la monnaie britannique jusqu'en 1927, quand une loi monétaire votée par le parlement de Dublin institue une monnaie nationale, définit de facto, selon les mêmes rapports à l'or que la monnaie britannique et selon les mêmes subdivisions : une livre (dite punt Saorstát) égale à 20 shillings (scillingí) ou 240 pence (pinginí) ; poids et dimensions sont également similaires. Durant les cinquante années qui suivent, la livre irlandaise et la livre britannique demeurent à parité, cependant que la monnaie irlandaise n'était généralement pas acceptée dans les échanges quotidiens au Royaume-Uni. En 1928, une première série de pièces et de billets sont émis, comportant des motifs spécifiques et des légendes en irlandais ; les vignettes monétaires sont imprimés par des fournisseurs anglais privés, les pièces sont frappées par la Royal Mint. La constitution du pays, votée en 1937, institue définitivement la livre irlandaise comme monnaie nationale le 10 mai 1938, désormais appelée punt Éireannach,.
En 1968, à l'instar de son homologue britannique, le Irish Decimal Currency Board est chargé de mettre en œuvre la décimalisation de la livre irlandaise. Par le Currency Act 1970, une livre irlandaise se subdivise à partir du 15 février 1971, jour du Decimal Day,  en 100 pence. De nouvelles pièces sont alors frappées.
En 1978, la livre irlandaise rejoint le Système monétaire européen, abandonnant la parité avec la livre sterling le 30 mars 1979 ; la livre irlandaise est alors introduite sur le marché des changes (code IEP). C'est aussi l'année où l'Irlande décide de fabriquer sur son propre sol les billets et les pièces, une usine est donc inaugurée, le Currency Centre, à Sandyford (en) dans la banlieue de Dublin.
Entre 1980 et 1999, la livre irlandaise voit sa cotation sur le marché évoluer en dessous de l'ancienne parité sterling, favorisant l'économie irlandaise sur le plan des exportations. La Monnaie de Dublin choisit à partir de 1986, de différencier ses pièces de celles émises par la Royal Mint. Elle fait frapper deux nouvelles pièces, la 20 pinginí en laiton et la 1 punt en nickel, puis redimensionne les autres monnaies subdivisionnaires,.
Le 31 décembre 1998, la livre irlandaise est définie par rapport à l'euro, selon un taux de conversion de 0,787564 IEP contre 1 €. La livre irlandaise disparaît officiellement le 9 février 2002. La Banque centrale d'Irlande continue à ce jour d'accepter d'échanger contre des euros, les anciennes pièces et billets irlandais.

## Émissions monétaires
De par la loi irlandaise votée en 2000, il est interdit de reproduire des images de pièces et de billets irlandais.

### Les billets de banque irlandais
À partir de 1922, seuls les billets britanniques émis au nom du Trésor de Sa Majesté ont cours légal dans l'État libre d'Irlande et sont payables à Londres. La Bank of Ireland — à ne pas confondre avec la Royal Bank of Ireland (groupe Royal Bank), et la Banque centrale irlandaise fondée elle en 1943 — émet des valeurs de 1 livre au motif Hibernia, payables à Dublin.
La première série nationale de billets est imprimée en deux langues (anglais/irlandais) en septembre 1928 au nom de la Currency Commission (Coimisiún Airgid Reatha'), avec pour motif à l'avers le portrait de lady Hazel Lavery, pour des valeurs de 10 shillings (orange), 5 livres (marron), 10 livres (bleu), 20 livres (rouge), 50 livres (rouge), et 100 livres (violet). La Currency Commission avait été créée en 1926, assistée par le Conseil des gouverneurs de la Réserve fédérale des États-Unis.